# Burt Wonderstone
Burt Wonderstone (engelska: The Incredible Burt Wonderstone) är en amerikansk långfilm från 2013 i regi av Don Scardino, med Steve Carell, Steve Buscemi, Olivia Wilde och Jim Carrey i rollerna.

## Handling
Den magiska duon Burt Wonderstone (Steve Carell) och Anton Marvelton (Steve Buscemi) har varit bästa vänner sedan barnsben. Men efter att ha haft sin show i Las Vegas i åratal har de börjat hata varandra. Steve Gray (Jim Carrey) är en ny het och brutal magiker som dykt upp på TV, han är allt vad duon inte är - nyskapande och utmanande. Chefen för hotellet de arbetar på, Doug Munny (James Gandolfini), ser Grays show och på svikande publiksiffrorarna för duons show och kräver att de gör något nytt och spektakulärt. Men tricket går fel och duon skiljs åt som ovänner. Anton försvinner iväg och försöker hjälpa barn i fattiga länder få lite magi i sina liv och Burt försöker desperat få ett nytt jobb. 
I slutänden hamnar han på ett ålderdomshem där han underhåller de boende. En av dessa är den pensionerade magikern Rance Holloway (Alan Arkin) som inspirerade Burt i barndomen. Tillsammans med Rance och sin fd medhjälpare, den heta Jane (Olivia Wilde), gör nu Burt allt för att återförenas med Anton och återta sin plats på tronen i Las Vegas.

## Rollista
| Steve Carell      | – Burt Wonderstone     |
| Steve Buscemi     | – Anton Marvelton      |
| Olivia Wilde      | – Jane                 |
| Jim Carrey        | – Steve Gray           |
| James Gandolfini  | – Doug Munny           |
| Alan Arkin        | – Rance Holloway       |
| Jay Mohr          | – Rick the Implausible |
| Michael Herbig    | – Lucius Belvedere     |
| Brad Garrett      | – Dom                  |
| Richard Wolffe    | – Sig själv            |
| Erin Burnett      | – Sig själv            |
| David Copperfield | – Sig själv            |